# Leki przeciwhistaminowe
Leki przeciwhistaminowe, antagonisty histaminy – substancje chemiczne hamujące działanie histaminy przez blokowanie jej przed związaniem z odpowiednim receptorem albo przez hamowanie aktywności dekarboksylazy histydyny przekształcającej histydynę w histaminę.
Leki przeciwhistaminowe są zazwyczaj używane przez alergików. Stanowią podstawową grupę leków stosowanych w objawowej terapii chorób alergicznych:
- w leczeniu okresowych i przewlekłych schorzeń o podłożu IgE-zależnym;
- w leczeniu schorzeń, gdzie w patomechanizmie choroby istotną rolę odgrywa nie-IgE-zależna degranulacja mastocytów, między innymi w pokrzywce przewlekłej.

## Zastosowanie w alergologii
LPH wykazują następujące działanie w terapii chorób o podłożu alergicznym:
- w alergicznym nieżycie nosa – znoszą kichanie, świąd nosa, przywracają jego drożność, hamują produkcję śluzowej wydzieliny, zmniejszają obrzęk tkanek i naciek zapalny, znoszą objaw blokady nosa;
- w alergicznym zapaleniu spojówek – LPH II generacji (najnowsze jak bilastyna) – dzięki dodatkowemu działaniu przeciwzapalnemu – redukują świąd, łzawienie, zaczerwienie czy opuchliznę oczu;
- w leczeniu pokrzywki alergicznej i niealergicznej oraz obrzęku naczynioruchowego – zmniejszają świąd, prowadzą do zaniku wysiewu bąbli pokrzywkowych i/lub obrzęku tkanek, redukują rumień. Szczególnie cenna jest skuteczność leków antyhistaminowych w terapii przewlekłej pokrzywki idiopatycznej, w której niemożliwe jest leczenie przyczynowe[1];
- w leczeniu atopowego zapalenia skóry – wykazują działanie przeciwświądowe i miejscowo znieczulające, znosząc uporczywy świąd, a tym samym podnoszą jakość życia chorych[2];
- w leczeniu astmy oskrzelowej –  Aubier i wsp. w swoich badaniach wykazali, że cetyryzyna hamuje skurcz oskrzeli indukowany metacholiną po prowokacji alergenowej[3], a Baena-Cagnani i wsp. udowodnili, że desloratadyna wpływa na poprawę wentylacji oraz zmniejsza zapotrzebowanie na ß2-mimetyki[4].

## Klasyfikacja i podstawowe właściwości
Podstawową różnicą między generacjami LPH jest zakres działania ogólnoustrojowego, warunkowany dystrybucją w organizmie, a także swoistością i powinowactwem do receptorów histaminowych. Pierwszą generację LPH charakteryzuje mniejsza swoistość w stosunku do receptora histaminowego H1, a wpływ na wiele innych receptorów i dróg sygnałów komórkowych, co skutkuje licznymi efektami ubocznymi. Leki drugiej generacji są bardziej selektywne względem receptora H1, a przez to istotnie rzadziej wywołują objawy niepożądane przy zachowanej dobrej skuteczności klinicznej.
Nowoczesne leki antyhistaminowe charakteryzują się szybkim początkiem działania (od 20 minut do 2 godzin) i długą skutecznością (do 24 godzin). Leki antyhistaminowe o działaniu miejscowym zaczynają pełnić swoją rolę w organizmie jeszcze szybciej (w czasie krótszym niż 15 minut), ale muszą być podawane dwa razy dziennie.
|                                                                                         | LPH I generacji                                                                                        | LPH II generacji | Najnowsze LPH II generacji |
| --------------------------------------------------------------------------------------- | --- | --- | --- |
| pochodne: etanolaminy etylenodiaminy alkiloaminy piperazyny piperydyny fenotiazyny      | difenhydramina klemastyna tripelenamina triprolidyna hydroksyzyna cyproheptadyna ketotifen prometazyna | cetyryzyna loratadyna terfenadyna (wycofana z rynku) feksofenadyna astemizol (wycofany z rynku) mizolastyna lewokabastyna ebastyna emedastyna rupatadyna | bilastyna (nie jest rozwiniętym metabolitem ani izomerem istniejącego leku, ale odrębną cząsteczką) lewocetyryzyna desloratadyna |
| powinowactwo do receptorów muskarynowych, serotoninowych, adrenergicznych, dopaminowych | wykazano                                                                                               | brak | brak |
| działanie hamujące na ośrodkowy układ nerwowy – powodujące sedację                      | wykazano                                                                                               | brak | brak |
| wpływ na ośrodkowy układ nerwowy – działanie antycholinergiczne                         | wykazano                                                                                               | brak | brak |
| działanie proarytmiczne na serce                                                        | brak                                                                                                   | wpływ na kanały potasowe (wydłużenie QT) – silnie kardiotoksyczne: terfenadyna, astemizol                                                                | brak |
| biologiczny okres półtrwania                                                            | krótki                                                                                                 | długi | długi |
| metabolizm w wątrobie                                                                   | tak | tak | nie |
| działanie przeciwzapalne i immunomodulujące niezwiązane z blokowaniem receptorów H1     | brak                                                                                                   | wykazano | wykazano |